# Оксифторид селена
Оксифтори́д селе́на — неорганическое соединение
селена, кислорода и фтора (оксофторид)
с формулой SeOF2,
бесцветная жидкость,
разлагается в воде.

## Получение
- Медленное добавление оксихлорида селена к тщательно обезвоженному фториду калия:

{\displaystyle {\mathsf {SeOCl_{2}+2KF\ \xrightarrow {} \ SeOF_{2}+2KCl}}}

## Физические свойства
Оксифторид селена образует бесцветную жидкость.
Растворяется в этаноле и тетрахлорметане.

## Химические свойства
- Реагирует с водой:

{\displaystyle {\mathsf {SeOF_{2}+2H_{2}O\ {\xrightarrow {}}\ H_{2}SeO_{3}+2HF}}}
- Реагирует со стеклом:

{\displaystyle {\mathsf {2SeOF_{2}+SiO_{2}\ {\xrightarrow {}}\ 2SeO_{2}+SiF_{4}}}}
- Реагирует с серой и фосфором.